# Udenrigsministeriet (USA)
Udenrigsministeriet i USA (engelsk: United States Departement of State; litt. USA's Statsdepartment) er et ministerium i den amerikanske regering med ansvar for udenrigsanliggender. Ministeriet blev oprettet den 27. juli 1789, og det har sit hovedsæde i Harry S. Truman-bygningen, tæt på Det Hvide Hus.
Den nuværende udenrigsminister er Marco Rubio.